# Bana (département)
Pour les articles homonymes, voir Bana.
Bana est un département et une commune rurale du Burkina Faso située dans la province des Balé et la région de la Boucle du Mouhoun. En 2019, le dernier recensement général comptabilisait 19 787 habitants.

## Localités
Toutes les localités du département sont des villages essentiellement ruraux :
- Bana (2 943 habitants), chef-lieu
- Bassana	(985 habitants)
- Bissa	(416 habitants)
- Danou	(1 347 habitants)
- Fofina	(191 habitants)
- Ouona	(3 035 habitants)
- Sienkoro	(509 habitants)
- Solonso	(791 habitants)
- Somona	(488 habitants)
- Yona	(2 295 habitants)